# تپه اکوک
تپه اکوک مربوط به هزاره اول و دوران‌های تاریخی پس از اسلام است و در شهرستان سیمرغ، روستای سوخته آبندان واقع شده و این اثر در تاریخ ۱ مهر ۱۳۸۲ با شمارهٔ ثبت ۱۰۲۶۸ به‌عنوان یکی از آثار ملی ایران به ثبت رسیده است.